# Zbigniew Białas
Zbigniew Białas (ur. 3 lipca 1960 w Sosnowcu) – polski literaturoznawca-anglista, profesor nauk humanistycznych, prozaik i tłumacz.

## Życiorys
Absolwent II Liceum Ogólnokształcącego im. Włodzimierza Majakowskiego w Zawierciu (obecnie im. Heleny Malczewskiej). Ukończył filologię angielską na Uniwersytecie Śląskim. Od grudnia 1984 do czerwca 1985 służył w wojskach ONZ na Bliskim Wschodzie (Misja Obserwacyjna Sił Narodów Zjednoczonych ds. Nadzoru Rozdzielenia Wojsk na Wzgórzach Golan (UNDOF – United Nations Disengagement Observer Force)). Odznaczony przez Sekretarza Generalnego ONZ medalem In the Service of Peace.

### Działalność naukowa
W roku 1993 uzyskał stopień doktora nauk humanistycznych na Uniwersytecie Mikołaja Kopernika w Toruniu. Habilitację uzyskał na Uniwersytecie w Essen (Niemcy), gdzie przebywał w latach 1995–1997 jako stypendysta Fundacji Alexandra von Humboldta. Rozprawa habilitacyjna, Mapping Wild Gardens, opublikowana, podobnie jak doktorat, w Niemczech, uzyskała nagrodę Sparkasse Essen jako Najlepsza Rozprawa Habilitacyjna w dziedzinie nauk humanistycznych Uniwersytetu w Essen w roku 1997. W roku 2001 przebywał w Stanach Zjednoczonych (Creighton University) jako stypendysta Programu Fulbrighta, gdzie pracował nad monografią The Body Wall. W roku 2007 Prezydent RP Lech Kaczyński nadał mu tytuł profesora nauk humanistycznych.
Pracownik naukowy Uniwersytetu Śląskiego w Katowicach, był prodziekanem ds. Nauki Wydziału Filologicznego w latach 1998–2001. W latach 2004–2019 kierownik Zakładu Literatur Podróżniczych i Studiów Postkolonialnych w Instytucie Kultur i Literatur Anglojęzycznych. W latach 2016–2019 Dyrektor Instytutu Kultur i Literatur Anglojęzycznych.
Jego zainteresowania badawcze obejmują teorię i historię literatury i kultury, teorię i literaturę postkolonialną.
Prowadził wykłady gościnne na uniwersytetach w Stanach Zjednoczonych, Wielkiej Brytanii, Kanadzie, Niemczech, Republice Południowej Afryki, Szwecji, Finlandii, Danii, Włoszech, Grecji, Turcji i Maroku. Promotor w dwudziestu dwóch obronionych przewodach doktorskich (stan na 5 października 2023). We wrześniu 2023 r. Senat Uniwersytetu Śląskiego w Katowicach przyznał mu złotą odznakę "Zasłużony dla Uniwersytetu Śląskiego".
23 października 2018 r. był laudatorem w procesie nadania tytułu doktora honoris causa nobliście Johnowi Maxwellowi Coetzee przez Uniwersytet Śląski w Katowicach. W marcu 2023 był recenzentem w procesie nadania tytułu doktora honoris causa kolejnemu nobliście, Orhanowi Pamukowi, przez Uniwersytet Adama Mickiewicza w Poznaniu.

### Działalność literacka
Powieść Korzeniec zdobyła Śląski Wawrzyn Literacki 2011 – nagrodę przyznawaną przez Bibliotekę Śląską w Katowicach oraz Zagłębiowską Nagrodę „Humanitas”. Powieść została ponadto uhonorowana Specjalną Nagrodą Artystyczną Miasta Sosnowca i wywalczyła tytuły „Najlepszej Książki Roku 2011” oraz „Najlepszej Książki na Jesień” w kategorii „proza polska” w plebiscytach organizowanych przez wortal literacki granice.pl. Książka uzyskała także nominację do Nagrody Literackiej Srebrny Kałamarz 2011 przyznawanej przez Fundację im. Konstantego Ildefonsa Gałczyńskiego i jako jedyny utwór beletrystyczny zdobyła nominację do nagrody „Historia zebrana” (edycja 2011) w konkursie organizowanym przez wortal historyczny histmag.org.
Korzeniec jest pierwszym tomem „trylogii sosnowieckiej”. Bezpośrednią kontynuacją jest powieść Puder i pył, która ukazała się w 2013 roku. Trzecim tomem cyklu jest Tal, wydany w roku 2015.
W roku 2011 Program 2 Polskiego Radia wyemitował dziesięć fragmentów Korzeńca w interpretacji Mariana Opani, a w 2013 r. wyemitowano dziesięć fragmentów Pudru i pyłu w interpretacji Grzegorza Damięckiego.
Wersję teatralną Korzeńca przygotował Teatr Zagłębia w Sosnowcu, prapremiera miała miejsce 26 maja 2012. Reżyseria i scenografia: Remigiusz Brzyk, adaptacja i dramaturgia: Tomasz Śpiewak, muzyka: Jacek Grudzień. Wersję telewizyjną na potrzeby Teatru Telewizji zrealizowali Remigiusz Brzyk oraz Marcin Koszałka. Spektakl emitowano 1 kwietnia 2014.

### Działalność publiczna
Członek Rady Programowej Teatru Śląskiego w Katowicach. W latach 2013–2018 był autorem i gospodarzem cyklicznych debat prowadzonych na Scenie Kameralnej Teatru Śląskiego. Debaty („Puder i pył”) poświęcone były tożsamości lokalnej oraz istotnym zjawiskom społecznym i kulturowym.

### Działalność translatorska
Współpracował z Literaturą na Świecie, Wydawnictwem Literackim, Polskim Wydawnictwem Muzycznym, „Książnicą”, KAW, Wydawnictwem „Śląsk”, Wydawnictwem Oddechy. Tłumaczył współczesną prozę i poezję amerykańską (Bernard Malamud, Irwin Shaw, Stephen Tapscott, John Jakes, Tony Hillerman), współczesną prozę brytyjską (Alasdair Gray, P.D. James, Jim Curran), rozprawy muzykologiczne (Lydia Goehr) oraz prozę i poezję nigeryjską (Wole Soyinka).

## Publikacje

### Książki naukowe
- Post-Tribal Ethos in Contemporary Anglophone African Literature: A Study in Detribalisation. Essen: Verlag Die Blaue Eule, 1993; ISBN 3-89206-558-6[18].
- Mapping Wild Gardens: The Symbolic Conquest of South Africa. Essen: Verlag Die Blaue Eule, 1997; ISBN 3-89206-829-1[19].
- The Body Wall: Somatics of Travelling and Discursive Practices. Frankfurt/Mein, New York: Peter Lang Verlag, 2006; ISBN 978-3-631-54534-8 pb.[20].

### Powieści
Tzw. „kwartet zagłębiowski”:
- Korzeniec, Warszawa: Wydawnictwo MG, 2011; ISBN 978-83-7779-006-9; Wydanie ilustrowane: Warszawa: Wydawnictwo MG, 2015; ISBN 978-83-7779-315-2[21]
- Puder i pył, Warszawa: Wydawnictwo MG, 2013; ISBN 978-83-7779-150-9[22]
- Tal, Warszawa: Wydawnictwo MG, 2015; ISBN 978-83-7779-332-9[23]
- Rutka, Warszawa: Wydawnictwo MG, 2018; ISBN 978-83-7779-481-4[24]
- Kafelek mistrza Alojzego, Warszawa: Wydawnictwo MG, 2019; ISBN 978-83-7779-581-1[25]. Scalone wydanie dwóch pierwszych powieści: Korzeniec oraz Puder i pył

### Reportaże
- Nebraska, Warszawa: Wydawnictwo MG, 2016; ISBN 978-83-7779-302-2[26]

### Książki naukowe redagowane i współredagowane (wybór)
- Aristippus Meets Crusoe: Rethinking the Beach Encounter, Prace Naukowe Uniwersytetu Śląskiego nr 1779, Katowice: Wydawnictwo Uniwersytetu Śląskiego, 1999; ISBN 83-226-0882-9[27]
- East-Central European Traumas and a Millennial Condition, Boulder/Lublin/New York: East European Monographs/Marie Curie Skłodowska University / Columbia University Press, 2000; ISBN 0-88033-441-X[28] (z Wiesławem Krajką)
- Under the Gallows of Zoto’s Brothers: Essays on ‘The Manuscript Found in Saragossa’ Prace Naukowe Uniwersytetu Śląskiego nr 2015; Katowice: Wydawnictwo Uniwersytetu Śląskiego, 2001; ISBN 83-226-1092-0[29]
- Alchemization of the Mind: Literature and Dissociation, Frankfurt, New York: Peter Lang Verlag, 2003; ISBN 3-631-50645-7[30] (z Krzysztofem Kowalczykiem-Twarowskim)
- Ebony, Ivory & Tea, Prace Naukowe Uniwersytetu Śląskiego nr 2203; Katowice: Wydawnictwo Uniwersytetu Śląskiego, 2004; ISBN 83-226-1318-0[31] (z Krzysztofem Kowalczykiem-Twarowskim)
- Culture and the Rites/Rights of Grief, Newcastle: Cambridge Scholars Publishers, 2013; ISBN 978-1-4438-5059-9[32] (z Pawłem Jędrzejko i Julią Szołtysek)
- Critical Perspectives on Damon Galgut, New York: Routledge, 2025; ISBN 9781041109792. Data wydania: 11 listopada 2025.

### Przekłady literackie (wybór)
- Alasdair Gray, 1982, Janine, [obszerne fragmenty powieści] Literatura na Świecie nr 9 (194) 1987, PL ISSN 0324-8305
- Wole Soyinka, Rozmowa telefoniczna Literatura na Świecie nr 9 (194) 1987, PL ISSN 0324-8305
- Wole Soyinka, Czas anomii, [obszerne fragmenty powieści] Literatura na Świecie nr 9 (194) 1987, PL ISSN 0324-8305
- Josif Brodski/David Montenegro, Wątpliwości są przekonaniami, Literatura na Świecie nr 7 (204) 1988
- Walter Abish, Autoportret, Literatura na Świecie nr 10 (219) 1989
- Bernard Malamud, Żydoptak, Kraków: Wydawnictwo Literackie, 1989 [wybrane opowiadania].
- Jim Curran, K2: triumf i tragedia, Czeladź: Alma-Press, 1989, ISBN 83-7020-069-9[33]
- John Jakes, Piekło i niebo, Katowice: KAW, 1992 [dwa tomy]; Warszawa: Wydawnictwo Albatros, 2023 [w jednym tomie], ISBN 978-83-6751-244-2
- P.D. James, Czarna wieża, Katowice: "Książnica", 1993, ISBN 83-85348-55-7[34]; Warszawa: Świat Książki, 1999, ISBN 83-7129-508-1[35]; Warszawa: W.A.B., 2014, ISBN 978-83-280-0876-2[36]
- Stephen Tapscott, Mesopotamia, Katowice: "Śląsk", 1994 [wybrane wiersze].
- Irwin Shaw, Głosy letniego dnia i inne utwory, tom 3, Katowice: "Książnica", 1997 [wybrane opowiadania].
- Lydia Goehr, Dzieła muzyczne w muzeum wyobraźni. Esej z filozofii muzyki, Kraków: Polskie Wydawnictwo Muzyczne, 2022. ISBN 978-83-224-5144-1
- Tony Hillerman, Szepty mroku, Katowice: Wydawnictwo Oddechy, 2025. ISBN 978-83-683-9505-1